# Jiang Lin
Jiang Lin, 姜 林, Jiāng Lín, (Shandong, 23 oktober 1981) is een Chinees boogschutter.
Jiang Lin is een Chinese naam, de familienaam is Jiang. Jiang begon met boogschieten toen hij veertien jaar was. Hij schiet met een recurveboog. In 2003 werd hij lid van het Chinees nationaal team. Hij deed mee aan diverse internationale wedstrijden, waaronder de World Cup. Zijn hoogste notering op de FITA-wereldranglijst (32e) was in oktober 2006. Jiang deed mee aan de Olympische Spelen in Peking (2008), waar hij met het team de bronzen medaille won.

## Palmares
2007
44e WK outdoor
2008
 Olympische Spelen (team)